# Сердюки (Белебеївський район)
Сердюки́ (рос. Сердюки, башк. Сердюки) — присілок у складі Белебеївського району Башкортостану, Росія. Входить до складу Малиновської сільської ради.
Населення — 2 особи (2010; 2 в 2002).
Національний склад:
- росіяни — 100 %